# Одинадцята поправка до Конституції США

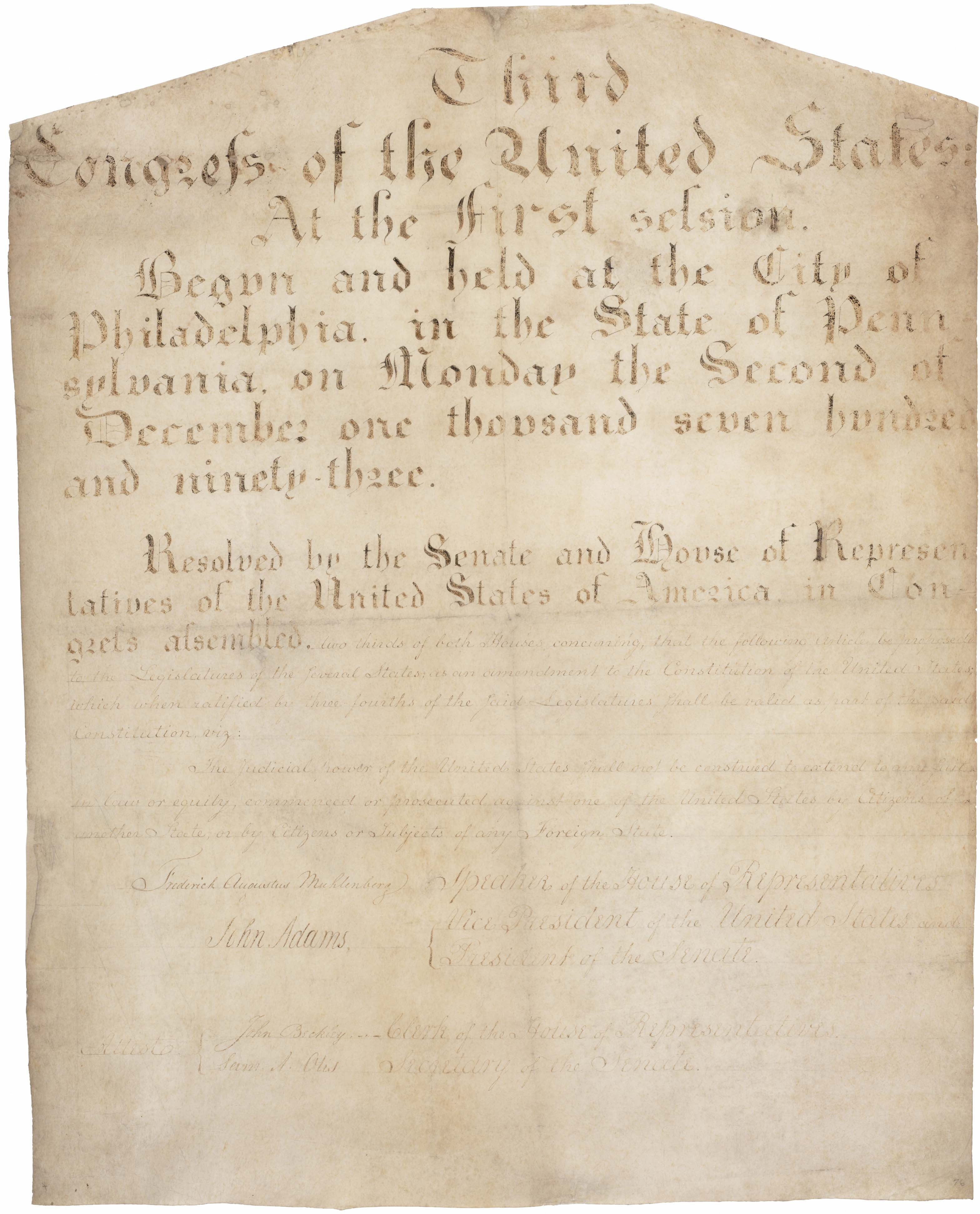
Одинадцята поправка до Конституції США

Одинадцята поправка до Конституції США (англ. Eleventh Amendment to the United States Constitution) набула чинності 7 лютого 1795 року. Вона встановлює судовий імунітет кожного зі штатів.

## Текст поправки
| Судова влада Сполучених Штатів не повинна тлумачитися так, ніби вона поширюється на всі судові справи, законно і належно порушені або проваджені проти котрогось із Сполучених Штатів громадянами іншого штату чи громадянами або підданими чужоземної держави. Оригінальний текст (англ.) The Judicial power of the United States shall not be construed to extend to any suit in law or equity, commenced or prosecuted against one of the United States by Citizens of another State, or by Citizens or Subjects of any Foreign State. |

## Ратифікація
На відміну від Білля про права, одинадцята поправка була ратифікована кожним із штатів США окремо. 
1. Нью-Йорк — 27 березня 1794
2. Род-Айленд — 31 березня 1794
3. Коннектикут — 8 травня 1794
4. Нью-Гемпшир — 16 червня 1794
5. Массачусетс — 26 червня 1794
6. Вермонт — 9 листопада 1794
7. Вірджинія — 18 листопада 1794
8. Джорджія — 29 листопада 1794
9. Кентуккі — 7 грудня 1794
10. Меріленд — 26 грудня 1794
11. Делавер — 23 січня 1795
12. Північна Кароліна — 7 лютого 1795 (після того, як поправка була ратифікована в 12 штатах з 15, вона офіційно вступила в дію)
13. Південна Кароліна — 4 грудня 1797